# Karien
Karien var et landskab i det sydvestlige Lilleasien i oldtiden, liggende ved havet og begrænset af Lydien, Frygien og Lykien. Det er for størstedelen et bjergland, men med flere frugtbare dale, således ved floden Maiandros. Kysten er stærkt indskåret, hvorfor der i oldtiden dreves en livlig skibsfart. Foruden de græske kolonier Miletos, Halikarnassos og Knidos fandtes byerne Mylasa, Magnesia, Tralleis og Alabanda. Landets indbyggere, karierne, som sprogligt regnes for at være indoeuropæiske, nævnes allerede hos Homer som troernes forbundsfæller; de skal i en forhistorisk tid have bredt sig over en stor del af øerne i Ægæerhavet, hvorfra de dog atter blev fortrængte af grækerne, som desuden anlagde adskillige kolonier på kysten af Karien. I Karien nævnes også en anden folkestamme, lelegerne, hvis herkomst er dunkel; det berettes, at de har været karernes livegne, og allerede i oldtiden mente man, at de udgjorde Kariens urbefolkning. Karerne nød i Grækenland et slet ry for deres upålidelighed og røveriske tilbøjeligheder; de anvendtes allerede i en tidlig tid meget som lejetropper.
Karien blev, efter at perserkongen Kyros havde erobret Lydien, undertvunget af den persiske feltherre Harpagos (omtrent 540 f. Kr.) og vedblev derefter at stå under det persiske rige, så længe det bestod, men således, at det styredes af indfødte fyrster som Mausolos, der egentlig kun af navn var persiske satraper. Efter at Alexander den Store havde erobret perserriget, og da hans lande efter hans død deltes imellem hans feltherrer, kom Karien efter flere omskiftelser under Syrien; senere (189) deltes landet, så at den nordlige del kom under Pergamon, og den sydlige del under Rhodos, men 168 tvang romerne rhodierne til at give afkald på deres del af Karien. Endelig indlemmedes hele Karien 129 i den romerske provins Asia.
38°N 28°Ø / 38°N 28°Ø